# Okresní soud v Táboře
Okresní soud v Táboře je okresní soud se sídlem v Táboře, jehož odvolacím soudem je Krajský soud v Českých Budějovicích – pobočka v Táboře. Rozhoduje jako soud prvního stupně ve všech trestních a civilních věcech, ledaže jde o specializovanou agendu (nejzávažnější trestné činy, insolvenční řízení, spory ve věcech obchodních korporací, hospodářské soutěže, duševního vlastnictví apod.), která je svěřena krajskému soudu.
V Táboře působil v letech 1850–1949 také samostatný krajský soud, poté byl nahrazen českobudějovickým krajským soudem, který zde ale už od roku 1994 má svou pobočku, a to přestože Tábor není krajským městem.

## Budova
Soud se nachází v historických budovách na náměstí Mikoláše z Husi a má také odloučené pracoviště (pro věci trestní) na třídě kpt. Jaroše, kde zároveň sídlí pobočka Krajského soudu v Českých Budějovicích, Okresní státní zastupitelství v Táboře a pobočka Krajského státního zastupitelství v Českých Budějovicích. 
Hlavní soudní budova na náměstí Mikuláše z Husi čp. 43 byla postavena roku 1871 v bývalé klášterní zahradě pro účely tehdejšího krajského soudu v Táboře. Jde o jednoduchou dvoupatrovou budovu orientovanou směrem do sadů pod městskými hradbami s výrazným rizalitem, který je zakončen štítem. V interiéru se zachovaly původní konstrukce, ve sklepech sploštělá valená klenba, v hlavní střední síni zrcadlový strop. Už od roku 1958 je chráněna jako nemovitá kulturní památka.

## Soudní obvod
Obvod Okresního soudu v Táboře se zcela neshoduje s okresem Tábor, patří do něj území všech těchto obcí:
Balkova Lhota •
Bečice •
Bechyně •
Běleč •
Borkovice •
Borotín •
Bradáčov •
Březnice •
Budislav •
Čenkov u Bechyně •
Černýšovice •
Dírná •
Dlouhá Lhota •
Dobronice u Bechyně •
Dolní Hořice •
Dolní Hrachovice •
Drahov •
Dráchov •
Dražice •
Dražičky •
Drhovice •
Haškovcova Lhota •
Hlasivo •
Hlavatce •
Hodětín •
Hodonice •
Chotěmice •
Chotoviny •
Choustník •
Chrbonín •
Chýnov •
Jedlany •
Jistebnice •
Katov •
Klenovice •
Komárov •
Košice •
Košín •
Krátošice •
Krtov •
Libějice •
Lom •
Malšice •
Mažice •
Meziříčí •
Mezná •
Mladá Vožice •
Mlýny •
Myslkovice •
Nadějkov •
Nasavrky •
Nemyšl •
Nová Ves u Chýnova •
Nová Ves u Mladé Vožice •
Oldřichov •
Opařany •
Planá nad Lužnicí •
Pohnánec •
Pohnání •
Pojbuky •
Přehořov •
Psárov •
Radenín •
Radětice •
Radimovice u Tábora •
Radimovice u Želče •
Radkov •
Rataje •
Ratibořské Hory •
Rodná •
Roudná •
Řemíčov •
Řepeč •
Řípec •
Sedlečko u Soběslavě •
Sezimovo Ústí •
Skalice •
Skopytce •
Skrýchov u Malšic •
Slapsko •
Slapy •
Smilovy Hory •
Soběslav •
Stádlec •
Sudoměřice u Bechyně •
Sudoměřice u Tábora •
Sviny •
Svrabov •
Šebířov •
Tábor •
Třebějice •
Tučapy •
Turovec •
Ústrašice •
Val •
Vesce •
Veselí nad Lužnicí •
Vilice •
Vlastiboř •
Vlčeves •
Vlkov •
Vodice •
Zadní Střítež •
Záhoří •
Zálší •
Zhoř u Mladé Vožice •
Zhoř u Tábora •
Zlukov •
Zvěrotice •
Želeč •
Žíšov

## Galerie

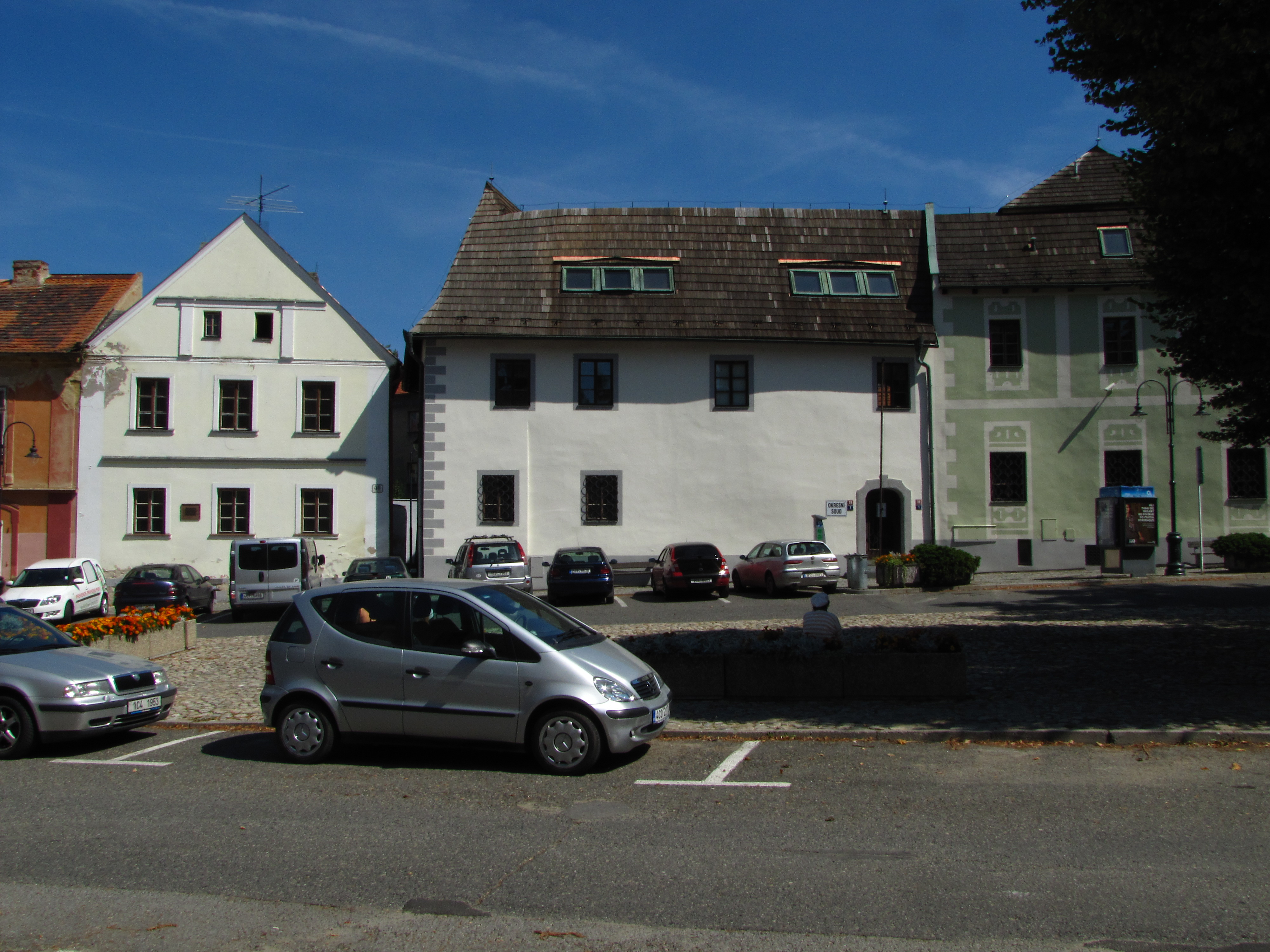
Dům čp. 39 na náměstí Mikuláše Husi v Táboře
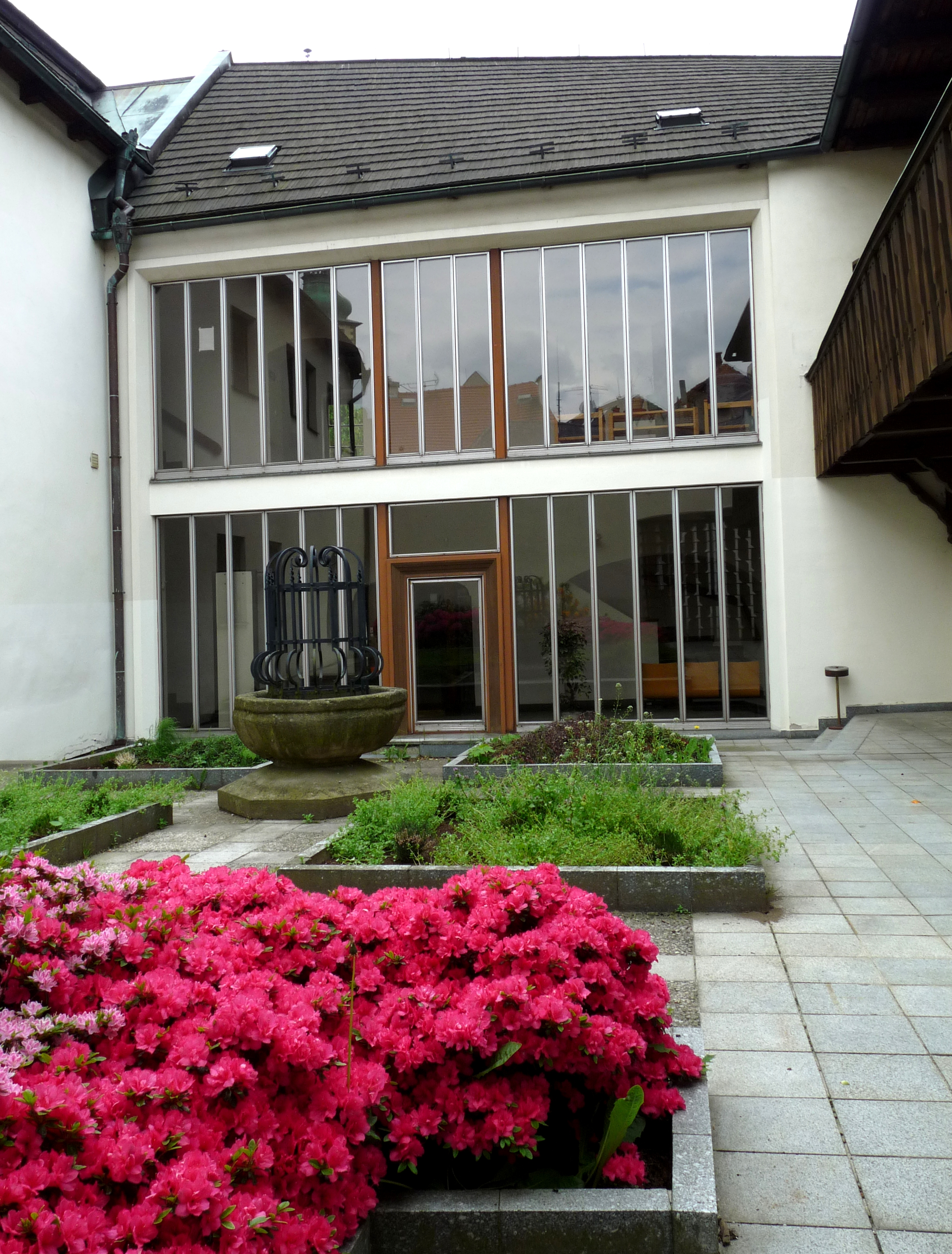
Dvůr budovy čp. 39